# Храм Николая Чудотворца (Метлино)
Храм Никола́я Чудотво́рца — православный храм в деревне Метлино Торопецкого района Тверской области.

## История
Каменный храм построил в 1756 году на собственной земле помещик Алексей Челищев. Архитектурный стиль — русское барокко. Автор проекта и строители неизвестны.
Храм имел три престола: главный во имя Николая Чудотворца, придельные во имя святого преподобного Алексия, человека Божия и во имя преподобного Сергия Радонежского.
В середине XIX века здание церкви было расписано, а иконостас заменён новым. В начале XX века живопись обновлялась, а в 1930-е годы была переписана заново.
На колокольне висели шесть колоколов, самый большой из них весил 50 пудов (более 800 кг).
В 1962 году прекратились богослужения. В 1969-м церковное имущество передали церкви Всех Святых в Торопце. Богослужения возобновлены в 1991 году.
- Южный фасад
- Вид с дороги

## Реликвии
Ранее в храме стояла деревянная ростовая фигура Нила Столобенского, относящаяся к концу XVIII — началу XIX веков (в настоящее время она находится в Торопецком краеведческом музее).